# Rodolfo VI de Baden-Baden
Rodolfo VI de Baden-Baden (em alemão:  Rudolf VI. von Baden; morto em 21 de março de 1372), foi um nobre alemão, pertencente à Casa de Zähringen, e que foi Marquês de Baden-Baden de 1353 até à sua morte.
Com a extinção da linha colateral de Baden-Pforzheim (em 1361), Rudolfo VI herdou o território integrando-o em Baden-Baden.   

## Biografia
Rodolfo VI era filho do marquês Frederico III de Baden-Baden (Ca. 1327 - 1353) e de Margarida de Baden († em 1367). A 2 de setembro de 1353, Rodolfo sucedeu ao pai.
Alguns meses antes, a 13 de abril de 1353, o pai herdara a Marca de Baden-Eberstein dado que o seu primo, o marquês Hermano IX, morrera sem descendência.
Em 1361, o tio de Rodolfo VI, Rodolfo V, viria a falecer também sem descendência, pelo que o seu estado, a Marca de Baden-Pforzheim, foi herdado por Rodolfo VI.
As integrações de 1353 (Baden-Eberstein) e de 1361 (Baden-Pforzheim) foram passos importantes para a afirmação da Marca de Baden-Baden e, durante o reinado de Rodolfo VI, os Margraves acabaram por ser reconhecidos pela primeira vez como Príncipes do Império (Reichsfürst).

## Casamento e descendência
Rodolfo VI casou com Matilde de Sponheim († em 1410), de quem teve 3 filhos:
1. Bernardo I (Bernhard I.) (1364-1431), que sucedeu ao pai juntamente com o irmão;
2. Rudolf VII (Rudolf VII.) († 1391), que sucedeu ao pai juntamente com o irmão;
3. Matilde (Mechthildis) († 3 de agosto de 1425) casou em 1376 com o conde Henrique von Henneberg (1350-1405).